# Vistlip
vistlip (яп. ヴィストリップ) — японская Visual kei рок-группа, образованная в Токио 7 июля 2007 года (07.07.07). Несмотря на пока небольшую карьеру, группа уже получила популярность в Японии и за границей.

## История
Дата образования группы необычна — vistlip появились 7 июля 2007 года. Но это не было запланировано специально, так как решение о создании группы было принято ещё 6 числа — когда гитарист Юми присоединился к группе. Участники были из разных городов: вокалист Томо (яп. 智) из Фукуоки, гитаристы Ю (яп. Yuh, ユウ Ю:) и Уми (яп. 海), уроженцы Токио, которые также исполняют речитатив, басист Руи (яп. 瑠伊) из Хёго и ударник Тоя (яп. Tohya, トーヤ То:я) из Канагавы.
Группа также записала несколько песен для TV — 3 песни для программы «超最先端エンタメ情報番組 TOKYOブレイクする～»?, игры «Yuusha 30» и открывающую/закрывающую композицю для аниме «Yu-Gi-Oh 5D’s».
30 июля музыканты попали в серьёзную автоаварию. Автомобиль вокалиста, в котором ехал техперсонал и сами участники, врезался в стену туннеля. При столкновении менеджера группы Асако Сакакибару выкинуло из машины, и впоследствии она скончалась. Согласно данным полиции, остальные пассажиры отделались травмами шеи и конечностей.

## Творчество
Участники группы стараются не играть в каком-то одном направлении и пишут музыку в разных направлениях по желанию. Так, гитарист группы Ю — поклонник метала, и он вносит в творчество элементы тяжести, а ударник Тоя часто добавляет поп-элементы. Также они отвергают какие либо основные концепции считая что неудачно выбранная концепция может загнать группу в ловушку.
По словам вокалиста группы, их название означает:
Если кратко, то это слово, которое мы получили, объединив "vista" и "lip". "Vista" (англ. «перспектива, вид») связано с видением, а "lip" (англ.«губа») - с тем, что сходит с чьих-либо уст, например, мелодия. Так что оно связано со слуховым восприятием
.

## Состав
| |  |  |  |  |
| Участники Vistlip во время выступления на фестивале Japan EXPO 2009 (слева направо): Томо (вокал), Ю (гитара), Уми (гитара), Руи (бас-гитара) и Тоя (ударные) |  |  |  |  |

- Томо (яп. 智) (Родился 13 января 1985 в Фукуоке) — вокалист.
- Ю (яп. Yuh, ユウ Ю:) (Родился 28 июля 1983 в Токио) — гитарист, бэк-вокалист. Большой поклонник метала, основной композитор группы. Отвечает также за тяжесть звучания. Он любит экспериментировать с жанрами, что воплощает в музыке группы.
- Уми (яп. 海) (Родился 20 июля 1983 в Токио) — гитарист, бэк-вокалист, скример. Он лидер группы, и следит за том чтобы все участники были вместе. Он также ответственен за внешнюю сторону группу — разрабатывает дизайн костюмов, обложки альбомов и т.д
- Руи (яп. 瑠伊) (Родился 15 ноября 1985 в Хёго) — бас-гитарист
- Тоя (яп. Tohya, トーヤ То:я) (родился 3 января 1985 в Канагаве) — ударник. Основной автор слов, он также приносит в творчество группы элементы поп-музыки.

## Дискография

### CD синглы
1. Sara (3 Сентября, 2008)
2. alo[n]e (8 Октября, 2008)
3. drop note. (5 Ноября, 2008)
4. -OZONE- (5 Августа, 2009)
5. Strawberry Butterfly (12 Мая, 2010)
6. Hameln (7 Июля, 2010)
7. SINDRA (1 Июня, 2011)

### Мини-альбомы
1. Revolver (23 Апреля, 2008)

1. PATRIOT (4 Апреля, 2009)

### Альбомы
1. 「THEATER」 (9 Декабря, 2009)
2. ORDER MADE (14 декабря 2011)
3. CHRONUS (17 июля 2013)

### Песни для TV
| Song title | Tie-in | Note | Recorded CD title |
| Sara       | An ending theme song on a Japanese TV programme 超最先端エンタメ情報番組 TOKYOブレイクする～! in August, 2008    |      | Sara              |
| alo[n]e    | An ending theme song on a Japanese TV programme 超最先端エンタメ情報番組 TOKYOブレイクする～! in September, 2008 |      | alo[n]e           |
| drop note. | An ending theme song on a Japanese TV programme 超最先端エンタメ情報番組 TOKYOブレイクする～! in October, 2008   |      | drop note.        |